# املانکیر
اَملانکیر (انگلیسی: Amelanchier)؛ (‎/æməˈlænʃɪər/‎ am-ə-LAN-sheer), همچنین به عنوان شَدبوش، شدوود یا شَدبِلو، سرویس بری (یا فقط سرویس)، جون بری، ساسکاتون وی، شناخته می‌شود. -آلو یا گلابی چاکلی، سرده ای از حدود ۲۰ گونه از درختچه های برگ ریز و درختان کوچک از خانواده گل رز (گل‌سرخیان) است.
املانکیر بومی مناطق معتدل نیمکره شمالی است که عمدتاً در زیستگاه‌های متوالی اولیه رشد می‌کند. از نظر طبقه‌بندی در آمریکای شمالی، به ویژه در شمال شرقی ایالات متحده و مجاور جنوب شرقی کانادا، بیشترین تنوع را دارد، و حداقل یک گونه بومی در هر ایالت ایالات متحده به جز هاوایی و هر استان و قلمرو کانادا دارد. دو گونه نیز در آسیا و یکی در اروپا وجود دارد. طبقه‌بندی تاکسونومیک شَدبوش‌ها مدتهاست که گیاه شناسان، باغبانان و دیگران را گیج کرده‌است، همان‌طور که توسط دامنه تعداد گونه‌های شناخته شده در این جنس، از ۶ تا ۳۳، در دو انتشار اخیر پیشنهاد شده‌است. منبع اصلی پیچیدگی ناشی از وقوع هیبریداسیون، پلی پلوئیدی و آپومیکسیس (تولید بذر غیرجنسی) است که شناسایی و شناسایی گونه‌ها را دشوار می‌کند.
گیاهان املانکیر از نظر باغبانی ارزش دارند و میوه‌های آنها برای حیات وحش مهم است.

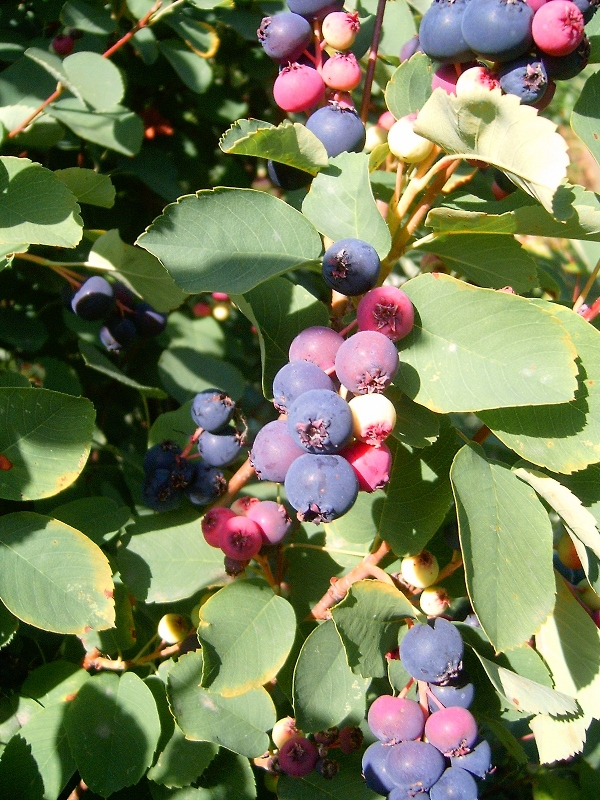
میوه و برگ‌های Amelanchier ovalis

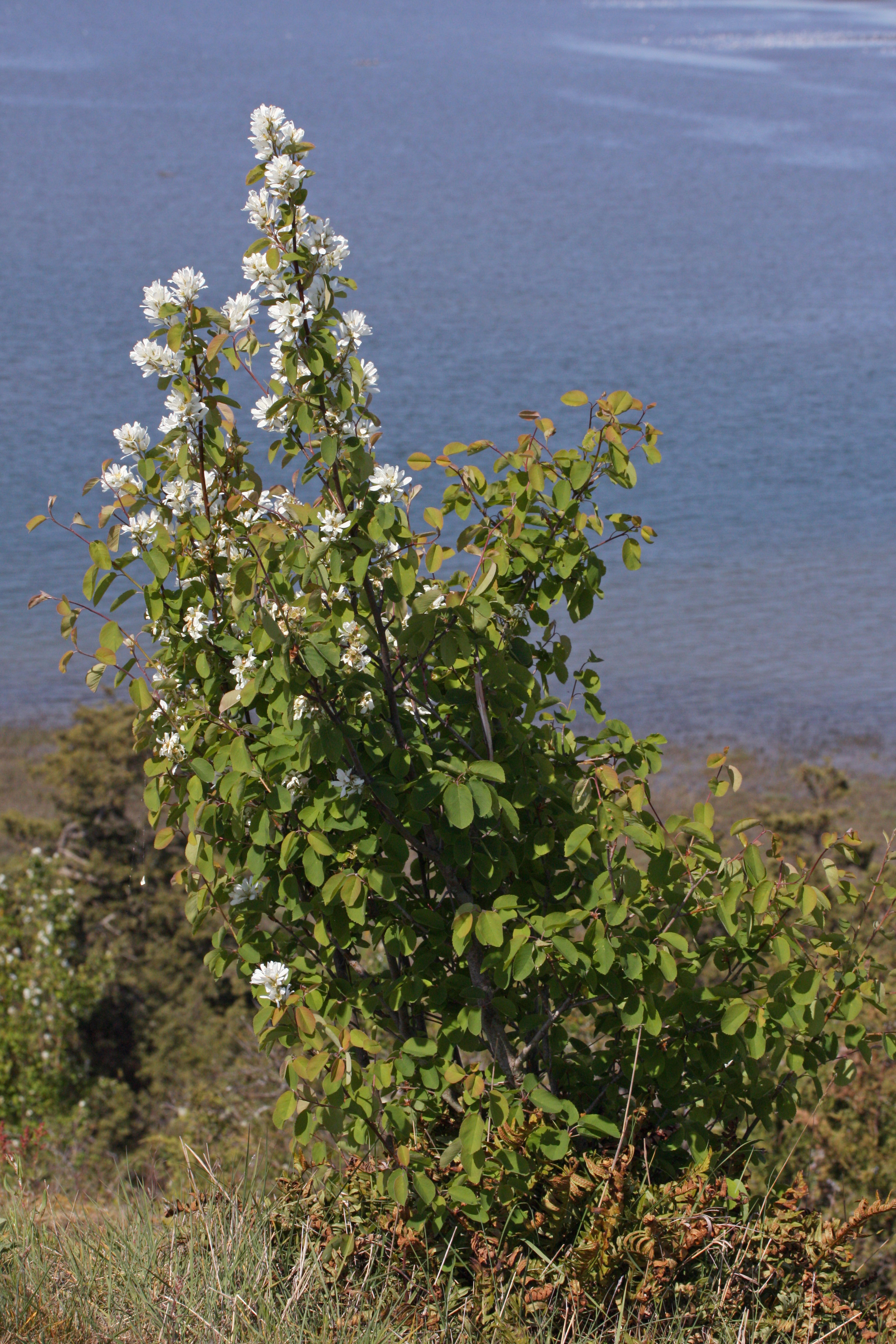
Amelanchier alnifolia

برای گونه‌های آمریکای شمالی، طبقه‌بندی از فلور آمریکای شمالی پیروی می‌کند. برای گونه‌های آسیایی فلور چین ; و برای یک گونه اروپایی فلور اروپا.